# Jean-Philippe Durand
Pour les articles homonymes, voir Durand.
Jean-Philippe Durand, né le 11 novembre 1960 à Lyon, est un footballeur international français évoluant au poste de milieu.
Très bon, voire excellent technicien et polyvalent, il s'adapte à tous les schémas tactiques en évoluant comme meneur de jeu, milieu défensif ou défenseur latéral droit. Il se révèle sur le tard au plus haut niveau dans un registre de relayeur pouvant alterner avec facilité phases offensives et défensives. 
Il se reconvertit après sa carrière de joueur dans l'encadrement, à l'Olympique de Marseille jusqu'en 2017. Dans les années 2020, il est recruteur sur la France, pour l'Eintracht Francfort puis Schalke 04 à partir de 2024.

## Parcours en club
Repéré pour ses qualités techniques en division 3 avec Toulouse Fontaines, il signe son premier contrat professionnel avec le Toulouse FC à presque 22 ans. Il s'impose tout de suite comme un cadre d'une équipe brillante en championnat et performante en coupe de l'UEFA, où le club toulousain élimine notamment le Naples de Diego Maradona en 1987. Devenu international, ce statut lui ouvre les portes des plus grands clubs français et s'impose avec une facilité déconcertante dans un registre offensif à Bordeaux ou défensif à Marseille. À Bordeaux, si sa première saison est plus que satisfaisante sur le plan personnel que collectif (Vice-champion de France), la deuxième est plus que délicate sur le plan sportif (10e place en championnat et deux lourdes défaites en 1/8 de coupe de l'UEFA contre l'AS Rome 0-5 et 0-2), de surcroît ponctuée par une rétrogradation en 2e division à la suite de difficultés financières.
À Marseille, il est sacré champion de France en 1992 puis vainqueur de la Ligue des Champions en 1993. Il reste fidèle à l'OM, malgré la rétrogradation en D2 l'année suivante ; il est l'un des trois champions d'Europe (avec Bernard Casoni et Fabien Barthez) à choisir de rester. Après deux saisons à l'étage inférieur et donc une remontée en 1996, il achève sa carrière en tant que capitaine de l'OM à l'issue de la saison 1996-1997 et le maintien du club parmi l'élite. Il est à noter que lors de cette ultime saison en professionnel, il inscrit un triplé exceptionnel contre Rennes en championnat.

## Parcours en sélection
Sa maturité lui confère une reconnaissance très rapide du milieu ; il devient international le 23 mars 1988 pour la réception de l'Espagne au Parc Lescure de Bordeaux, pour sa seconde saison chez les professionnels. Henri Michel lui confie l'animation offensive avec son compère toulousain Gérald Passi.
Il s'impose ensuite comme l'un des cadres des Bleus de Michel Platini pour la qualification à l'Euro 1992.

## Reconversion professionnelle
Dès 1997, il a diverses responsabilités au sein de l'Olympique de Marseille, d'abord dans le domaine de la communication, puis dans l’encadrement technique en tant que responsable de la cellule de recrutement jusqu'en 2017.
Depuis 2020, il est responsable de la cellule de recrutement de l'Eintracht Francfort.

## Palmarès

### En club
- Vainqueur de la Ligue des Champions en 1993 avec l'Olympique de Marseille
- Champion de France en 1992 avec l'Olympique de Marseille
- Champion de France de Division 2 en 1982 avec le Toulouse FC et en 1995 avec l'Olympique de Marseille
- Vice-champion de France en 1990 avec les Girondins de Bordeaux et en 1994 avec l'Olympique de Marseille
- Vice-champion de France de Division 2 en 1996 avec l'Olympique de Marseille

### En équipe de France
- 26 sélections en entre 1988 et 1992
- Participation au Championnat d'Europe des Nations en 1992 (Premier Tour)

## Distinctions personnelles et records
- Fait partie de l'équipe de France qui dispute 19 matchs sans défaite (entre mars 1989 et le 19 février 1992)
- Remporte avec l'équipe de France tous les matchs des Éliminatoires du Championnat d'Europe de football 1992 (une première en Europe)
- Remporte avec l'Olympique de Marseille la ligue des champions 1993 sans perdre un match.